# Steve McClaren
Steve McClaren (født 3. maj 1961 i Fulford, England) er en tidligere engelsk fodboldspiller og senere træner. Han har tidligere stået i spidsen for Middlesbrough, FC Twente og VfL Wolfsburg, samt været landstræner for det engelske landshold.
Med FC Twente vandt han i 2010 det hollandske mesterskab.

## Spillerkarriere
Som aktiv spiller var han tilknyttet klubberne Hull City, Derby County, Lincoln, Bristol City og Oxford United.